# Урош Несторовић
Урош Стефан Несторовић (Будим, 1765 — Будим, 28. јул 1825) био је српски филозоф, правник, педагог и оснивач прве Српске учитељске школе.

## Биографија
Урош Стефан Несторовић рођен је 1765. године у Будиму. Гимназију је завршио у Пешти, филозофију у Вроцлаву и право у Бечу. Пошто је 1791. основана Илирска дворска канцеларија у Бечу Несторовић је постављен за канцелисту и заклетог бележника. Када је 1792. њена надлежност пренесена на Угарску дворску канцеларију у Бечу и Несторовић је премештен. Као политичар близак и одан бечком двору 1796. је именован за угарског дворског агента, а касније и за царског саветника. Током Првог српског устанка Несторовић је био дворски ратни агент, преводећи са српског на немачки Карађорђева поверљива писма за цара Франца I и извештавајући двор о активностима митрополита Стратимировића и других истакнутих клерика и световних лица. Године 1800. био је изабран за почасног грађанина Будима.
Пошто је 1810. донета одлука да се реформишу православне школе у Угарској Несторовић је именован за врховног надзорника свих православних (српских, влашких и грчких) школа у Монархији. Истовремено му је поверен и тајни задатак да врховном директору полиције у Бечу грофу Францу Хагеру доставља извештаје о расположењу у свештенству и народу, као и о утицајима страних сила, пре свега Француске и Русије. Митрополит Стратимировић је сазнао за намере Несторовића, и од тада је био изузетно неповерљив према свим његовим поступцима. Након слома Првог српског устанка 1813. године Несторовић је предложио двору да прими српске избеглице, образлажући да би тиме Аустрија добила искусне ратнике и имућне трговце. Ови предлози нису добили сагласност Беча, и његова обавештајна активност је завршена.

## Реформа српског школства у Угарској
Убрзо пошто је именован за врховног школског надзорника Несторовић је почео да обилази православне школе у Будимској епархији, Славонији, Срему, Барањи, Бачкој и Банату. Требало је да утврди у каквом су стању зграде школа и њихова опремљеност, потом стручност кадрова, бројно стање ученика, као и однос родитеља, локалних власти и заједнице према школама. Резултати су били поражавајући, посебно у погледу образованости учитеља.
Потом је у извештају цару предложио укидање учитељских курсева у "нормалним" школама, и оснивање три учитељске школе (препарандије) - у Сентандреји (српски учитељи), Араду (влашки учитељи) и Пешти (грчки учитељи). Цар је предлоге прихватио и потом је сачињен детаљан план оснивања ових школа.
За финансирање школа пронађена су два решења - увођење трећег ("школског") таса у православним црквама и оснивање Националног школског фонда који би био попуњаван добровољним прилозима српског грађанства.
С обзиром да се залагао за изузимање националних школа из окриља цркве Несторовић је дошао у неминован сукоб са митрополитом Стратимировићем и црквеном јерархијом. Ова иницијатива је сматрана покушајем одвајања народа од цркве и уводом у унијаћење.
Српска учитељска школа у Сентандреји отворена је 3/15. новембра 1812. године. За првог директора именован је Несторовић, а школа је била ван црквене надлежности. Пословима школе руководило је Наставничко веће.
Почела је и реформа српског школства на простору Угарске, па су тако повећане плате учитељима, набављана су нова учила, подизане су нове и прошириване постојеће зграде школа, а тамо где је било потребе запошљавани су нови кадрови. Несторовић се залагао да у школе буде уведен народни језик, али је наишао на оштро противљење цркве.
Након четири године рада у Сентандреји Препарандија је пресељена у Сомбор 1816. године. Од 1817. у склопу школе је радила и прва званична српска школска и народна библиотека.
Урош Несторовић преминуо је 28. јула 1825. године у Будиму. Његов заоставштина била је угрожена, пошто нови врховни надзорник православних школа није именован, а опстанак Препарандије у Сомбору је био неизвестан.
Није иза себе оставио обимније дело, па се његова библиографија своди на два говора (1816, 1817) и један педагошки методички уџбеник (1817).